# Felnövekvő fecsegők
A Felnövekvő fecsegők vagy Fecsegő Tipegők - Mindenki felnőtt! (eredeti cím: All Grown Up!) 2003-ban bemutatott amerikai rajzfilmsorozat, a Fecsegő tipegők folytatása. Az eredeti sorozatot is jegyző Csupó Gábor és Arlene Klasky vezetésével a Klasky-Csupo cég készítette a Nickelodeon számára. A sorozat a Fecsegő tipegőkben megismert szereplőket mutatja be, akik időközben 10 évvel idősebbek lettek és már iskolába járnak. 
Az USA-ban 2003. április 12-től 2008. augusztus 17-ig sugározták, 5 évadot élt meg, összesen 55 epizóddal. A sorozatot 10 db DVD-n jelentették meg. Magyarországon 2004 tavaszán mutatták be, és 2008. május 2-ben fejezték be a sugárzását.

## Összefoglaló
Tíz évvel a Fecsegő tipegők eseményei után Tommy, Dil, Chuckie, az ikerpár Phil és Lil, Kimi, Angelica és Susie immár kiskamaszok. Az epizódok a tizenéves szereplők problémáival foglalkoznak, beleértve az iskolai kihívásokat.